# Bursera arida
Bursera arida är en tvåhjärtbladig växtart som först beskrevs av Joseph Nelson Rose, och fick sitt nu gällande namn av Standley. Bursera arida ingår i släktet Bursera och familjen Burseraceae. Inga underarter finns listade i Catalogue of Life.